# 26390 Рушин
26390 Рушин (26390 Rušin) — астероїд головного поясу, відкритий 19 жовтня 1999 року.
Тіссеранів параметр щодо Юпітера — 3,336.